# Pleiospilos
Pleiospilos N.E.Br., 1925 è un genere di piante succulente appartenente alla famiglia delle Aizoaceae, endemico delle Province del Capo (Sudafrica). Il nome deriva dal greco pléios (molti) e spìlos (macchia).

## Descrizione
La loro forma consiste in due foglie carnosissime opposte che crescono al centro di altre due foglie le quali poi avvizziscono e seccano. Per la loro forma e il loro colore possono ricordare dei sassi di granito confondendosi così nel terreno come una forma di difesa e di mimetizzazione; sono anche dette "pietre viventi". I loro fiori nascono al centro delle due foglie.

## Tassonomia
Il genere comprende le seguenti specie:
- Pleiospilos bolusii (Hook. f.) N.E.Br.
- Pleiospilos compactus (Aiton) Schwantes
- Pleiospilos nelii Schwantes
- Pleiospilos simulans N.E.Br.

È inoltre stato descritto il seguente ibrido interspecifico:
- Pleiospilos × purpusii Schwantes (P. compactus × P. bolusii)

## Coltivazione
Come tutte le piante succulente anche questa specie è sensibile all'umidità per cui richiede un terreno molto drenante composto da terra concimata e da sabbia molto grossolana in modo che il composto risulti molto poroso e non permetta nessun ristagno di acqua. La sua posizione è di pieno sole e le innaffiature dovranno essere moderate e fatte soprattutto quando le due foglie vecchie saranno seccate. Da settembre in poi le annaffiature dovranno essere completamente sospese per essere poi riprese in marzo. La temperatura invernale non dovrà scendere sotto i 5 o 7 °C; nel caso fosse più alta si dovrà procedere ad una scarsa e lieve nebulizzazione della pianta.

## Moltiplicazione
La moltiplicazione delle Pleiospilos avviene per divisione della pianta usando per il trapianto vasi profondi per via delle sue radici lunghe. La riproduzione per seme può essere fatta dal mese di marzo in sabbia finissima, umida, mantenendo una posizione ombreggiata e una temperatura di 21 °C. I semi essendo finissimi non andranno interrati ma solo deposti sulla sabbia.